# دارسي كامبل
دارسي كامبل هو لاعب هوكي جليد كندي، ولد في 12 مايو 1984 في إيردراي في كندا.

## وصلات خارجية
- دارسي كامبل على موقع دوري الهوكي الوطني (الإنجليزية)
- دارسي كامبل على موقع EliteProspects.com (الإنجليزية)
- دارسي كامبل على موقع HockeyDB.com (الإنجليزية)
- دارسي كامبل على موقع Hockey-Reference.com (الإنجليزية)